# سيث جونسون
سيث جونسون (بالإنجليزية: Seth Johnson)‏ (12 مارس 1979 ببرمنغهام في المملكة المتحدة - ) هو لاعب كرة قدم بريطاني في مركز الوسط. شارك مع منتخب إنجلترا لكرة القدم. أما مع النوادي، فقد لعب مع ديربي كاونتي وليدز يونايتد ونادي كرو ألكساندرا.

## مسيرته الكروية
لعب سيث جونسون خلال مسيرته الاحترافية مع 3 أندية في اثنا عشر موسمًا وسجل خلالها 16 هدفًا ضمن 277 مباراة. ولم يفز بأي موسم بالكأس أو بالدوري.
خاض سيث جونسون مسيرته مع نادي كرو ألكساندرا في موسم 1996–97 واستمر معه طيلة ثلاثة مواسم، مشاركًا في 93 مباراة سجل خلالها 6 أهداف. ثم انتقل إلى نادي ديربي كاونتي في موسم 1999–00 في المرة الأولى واستمر معه طيلة ثلاثة مواسم ثم في موسم 2005–06 ولمدة موسمين، حيث شارك طوالها في 130 مباراة سجل خلالها 6 أهداف أيضًا. لينتقل بعدها إلى نادي ليدز يونايتد في موسم 2001–02 ليلعب معه أربعة مواسم، مشاركًا في 54 مباراة سجل خلالها 4 أهداف.

## وصلات خارجية
- سيث جونسون على موقع قاعدة بيانات كرة القدم.إي يو (الإنجليزية)
- سيث جونسون على موقع ناشيونال فوتبول تيمز (الإنجليزية)
- سيث جونسون على موقع Soccerbase.com (لاعب) (الإنجليزية)
- سيث جونسون على موقع عالم كرة القدم.نت (الإنجليزية)